# Cymones armipes
Cymones armipes es una especie de coleóptero de la familia Endomychidae.

## Distribución geográfica
Habita en Madagascar.